# Чалмаев, Виктор Андреевич
Ви́ктор Андре́евич Чалма́ев (род. 9 мая 1932, Гусь-Хрустальный, Владимирская область, СССР) — советский и российский писатель, литературный критик, литературовед.

## Биография
Родился в г. Гусь-Хрустальный Владимирской области.
Окончил филологический факультет МГУ (1955).
Доктор филологических наук. До 2010 года — старший научный сотрудник Отдела новейшей русской литературы и литературы русского зарубежья Института мировой литературы АН СССР (Российской академии наук).
С 1966 года — заместитель главного редактора журнала «Молодая гвардия». Одним из первых советских литературных критиков начал открыто выступать с позиций национальных интересов русского народа. В статьях «Великие искания» («Молодая гвардия», 1968, № 3) и «Неизбежность» (там же, 1968, № 9) писал об аристократизме и патриархальности русского национального характера, о его извечной духовной сущности.
Александр Янов отмечает: «Чалмаев напрочь игнорировал священную для жрецов пропасть между СССР и царской Россией. Никакие революции не были для него историческими вехами. Таковыми были только великие битвы, в которых мужал и зрел, готовясь к наступающей последней битве, „русский дух“».
В 1970-е годы подвергся резкой критике А. Н. Яковлева, обвинён в «идеализации старины» и «отходе от марксистских классовых позиций в оценке прошлого».
Михаил Павловец, заместитель руководителя Школы филологии факультета гуманитарных наук Высшей школы экономики обвиняет Чалмаева в том, что в учебном пособии «Русская литература XX века» и в учебнике «Русская литература XX века: учебник для 11 класса: В 2 кн.» он занимается апологией сталинизма.

## Основные работы
- «Самые насущные заботы» (1962),
- «Пути развития литератур народов СССР» (1962),
- «Мир в свете подвига» (1965),
- «Литература судьбы народной» (1966),
- Чалмаев В. А. Вячеслав Шишков: (Критико-биографический очерк). — М.: Советская Россия, 1969. — 116 с. — (Писатели Советской России). (см. Шишков, Вячеслав Яковлевич)
- «Храм Афродиты. Творческий путь и мастерство Е. Носова» (1972),
- «Огонь в одежде слова. О народности, гражданственности, проблемах мастерства современной прозы» (1973).
- Чалмаев В. А. Малышев. — М.: Молодая гвардия, 1978. — 352 с. — (Жизнь замечательных людей). (см. Малышев, Вячеслав Александрович)
  - Чалмаев В. А. Малышев. — 2-е изд. — М.: Молодая гвардия, 1981. — 336, 34 с. — (Жизнь замечательных людей. Сер. биогр. Вып. 2(551)).
- Чалмаев В. А. Андрей Платонов. — М.: Советская Россия, 1978. — 178 с.
- Чалмаев В. А. Сотворение судьбы: Творческий путь П. Прокурина. Монография. — М.: Советский писатель, 1983. — 288 с. (см. Проскурин, Пётр Лукич)
- Чалмаев В. А. Андрей Платонов: Очерки жизни и творчества. — Воронеж: Центр.-Чернозем. кн. изд-во, 1984. — 224 с.
- Чалмаев В. А. Иван Тургенев. — М.: Современник, 1986. — 400, [16] с. — (Б-ка «Любителям русской словесности»).
- Чалмаев В. А. Андрей Платонов: (К сокровенному человеку). — М.: Советский писатель, 1989. — 448 с. — ISBN 5-265-01028-9.
- Чалмаев В. А. Александр Солженицын: Жизнь и творчество : Кн. для учащихся. — М.: Просвещение, 1994. — 288, [16] с. — ISBN 5-09-004671-9.
- Литература XX века. Учебник. 11 класс. В 2 частях.
- Чалмаев В. А. М. А. Шолохов в жизни и творчестве: учебное пособие для школ, гимназий, лицеев и колледжей. — 3-е изд. — М.: Русское слово, 2008. — 160 с. — (В помощь школе). — ISBN 978-5-9932-0028-6.
- Чалмаев В. А., д.ф.н. История русской литературы. В 2 т. М., Просвещение, 2012.